# Beaujolais nouveau
Beaujolais nouveau (udtale: [boʒɔlɛ nuvo]?) er en rødvin fremstillet på Gamaydruen i Beaujolaisregionen i Frankrig. Det er den mest populære vin de primeur. Den er kun gæret i et par uger, før den frigives til salg tredje torsdag i november. "Beaujolais Nouveau Dagen" blev tidligere markedsført intensivt rundt om i verden med kapløb om at få de første flasker til forskellige markeder. Særlig i 1990'erne var frigivelsen af årets Beaujolais nouveau et tilløbsstykke, hvorimod frigivelsen efter 2000 er foregået noget mere afdæmpet.

## Type
Beaujolais Nouveau er en vin der med sin lilla-rosa farve afspejler sin ungdom. Vinen bliver tappet på flaske kun 6-8 uger efter høsten. Produktionsmetoden betyder, at der er meget lidt tannin, og vinen kan blive domineret af frugtagtige estere som banan og figen. Det anbefales at vinen drikkes let nedkølet ved omkring 13° C.
Beaujolais Nouveau er beregnet til at blive drukket med det samme. Det er ikke meningen, at den skal lagres som standard Beaujolais AOC vine.
Omkring slutningen af 90'erne mente nogle vinkritikere, at Beaujolais Nouveau var simpel eller umoden. Vinkritikeren Karen MacNeil har sammenlignet det at drikke Beaujolais Nouveau med at spise småkagedej.  Ideen med at drikke Beaujolais Nouveau er dog netop at nyde vinen så tidligt som muligt, mens den stadig er frisk og frugtagtig eller endog enkel og umoden.

## Produktion
Beaujolais Nouveau er lavet af Gamay Noir à Jus Blanc druen, bedre kendt som Gamay. Druerne skal komme fra Beaujolais AOC og må ikke komme fra de ti "cru"-appellationer. Ifølge loven skal alle druer i regionen høstes med håndkraft. Det afspejler praksis med at fremstille vinen ved kulsyre udblødning. Gæringen af hele bær fremhæver frugtsmag uden at udtage bitre tanniner fra drueskindet. Vinen bliver pasteuriseret og er klar til at blive drukket 6-8 uger efter høsten.
Omkring 49 millioner liter Beaujolais Nouveau produceres hvert år, næsten halvdelen af regionens samlede vinproduktion. Cirka halvdelen eksporteres med Tyskland og Japan som de største markeder, fulgt af USA.

## Historie
Beaujolais har altid lavet en vin de l'année for at fejre afslutningen på høsten, men før Anden Verdenskrig var det kun til lokalt forbrug. Da Beaujolais AOC blev etableret i 1937, betød AOC reglerne, at Beaujolais vin først officielt kunne sælges efter den 15. december i høståret. Disse regler blev lempet den 13. november 1951, og Union Interprofessionnelle des Vins du Beaujolais (UIVB) fastlagde den 15. november som frigivelsesdatoen for, hvad der blev kendt som Beaujolais Nouveau.
Et par medlemmer af UIVB så potentialet for markedsføring af Beaujolais Nouveau. Ikke alene var det en måde at få solgt masser af vin ordinaire med god fortjeneste, men at sælge vin få uger efter høsten var en stor fordel for vinbøndernes likviditet. Dermed var ideen født til et kapløb om at transportere de første flasker af den nye årgang til Paris. Det vakte stor mediedækning, og i 1970'erne var det en national begivenhed. Kapløbene spredte sig i 1980'erne til nabolandene og Nordamerika, og i 1990'erne til Asien. I 1985 blev datoen ændret til tredje torsdag i november for at sikre den bedste udnyttelse af markedsføringen i den følgende weekend.
Denne "Beaujolais Dag" udløser medieomtale, arrangementer og mange reklamer. Det traditionelle slogan var "Le Beaujolais Nouveau est arrivé!" ("Den nye Beaujolais er ankommet!"), men i 2005 blev det ændret til "Det er Beaujolais Nouveau Tid!".
I USA bliver vinen markedsført i forbindelse med Thanksgiving en uge efter, at vinen er frigivet.

## Lignende vine
Den kommercielle succes for Beaujolais Nouveau førte til "primeur" vine i andre dele af Frankrig. Fx Gaillac AOC ved Toulouse. Den frigives tredje torsdag i november som i Beaujolais. Denne praksis har spredt sig til andre vinproducerende lande såsom Italien (" Vino Novello"), Spanien ("vino Nuevo") og USA ("nouveau wine")
I Tjekkiet er St. Martin vinen meget berømt. Denne unge vin skal trækkes op den 11/11, kl. 11:00. Den er lavet af druesorter som Müller-Thurgau og Saint Laurent og kan være rød, hvid eller rosé.
USA har flere producenter af nouveau-vine af druer som Gamay, Zinfandel og Riesling. Over hele USA lancerer mange lokale og regionale vingårde nouveau-vine på eller omkring tredje torsdag i november for at være en del af Nouveau bølgen.

## Eksterne links
- "Artikel på [[AOK]]". Arkiveret fra originalen 18. november 2012. Hentet 2011-11-17. {{cite web}}: Konflikt mellem URL og wikilink (hjælp)
- "Vinene fra Beaujolais" (fransk)..
- "Institut national de l'origine et de la qualité" (fransk)..
- "10 fascinerende fakta om Beaujolais Nouveau" (engelsk).